# Піянув
Піянув (пол. Pijanów) — село в Польщі, у гміні Слупія Конецька Конецького повіту Свентокшиського воєводства.
Населення — 189 осіб (2011).
У 1975-1998 роках село належало до Келецького воєводства.

## Демографія
Демографічна структура на день 31 березня 2011 року:
|          | Загалом | Допрацездатний вік | Працездатний вік | Постпрацездатний вік |
| -------- | ------- | ------------------ | ---------------- | -------------------- |
| Чоловіки | 91      | 27                 | 56               | 8                    |
| Жінки    | 98      | 23                 | 54               | 21                   |
| Разом    | 189     | 50                 | 110              | 29                   |